# BC Neptūnas Klaipėda
BC Neptūnas es un club de baloncesto lituano, con sede en la ciudad de Klaipėda. Fundado en 1964, y compite en la Lietuvos Krepšinio Lyga, la primera competición de su país, la ULEB Eurocup, la segunda competición europea y la liga VTB. Disputan sus partidos como local en el Švyturio Arena, con capacidad para 6.200 espectadores.

## Historial en la Liga de Lituania
- 1993-1994 – 10.º
- 1994-1995 – 10.º
- 1995-1996 – 7.º
- 1996-1997 – 5.º
- 1997-1998 – 9.º
- 1998-1999 – 8.º
- 1999-2000 – 8.º
- 2000-2001 – 3.º
- 2001-2002 – 8.º
- 2002-2003 – 6.º
- 2003-2004 – 10.º
- 2004-2005 – 5.º
- 2005-2006 – 6.º
- 2006-2007 - 4.º
- 2007-2008 - 5.º
- 2008-2009 – 4.º
- 2009-2010 – 5.º
- 2010-2011 – 8.º
- 2011-2012 – 6.º
- 2012-2013 – 3.º (Bronce)

## Jugadores célebres
- Arvydas Macijauskas (1996-1999)
- Eurelijus Žukauskas (1994-1997)
- Tomas Delininkaitis (2001-2002)